# Giampaolo Papi
Giampaolo Papi (Mesagne, 27 dicembre 1969) è uno scrittore e medico italiano.

## L'attività di scrittore
Esordisce giovanissimo con una raccolta di poesie Il canto delle ginestre (Edizioni Schena, Fasano, 1987), in cui, pur nel richiamo alla tradizione “culta” e, in particolare, alla lezione del simbolismo francese e al magistero ungarettiano, si impone subito la personale cifra stilistica e tematica dell'autore.
Dalla sua affezione per Ungaretti scaturisce, dopo un viaggio ad Alessandria d'Egitto, alla ricerca di testimonianze sulla vita egiziana del grande poeta nel quartiere di Moharrem Bey, il saggio critico Il primo Ungaretti, che viene pubblicato in occasione del centenario della nascita del poeta (Lacaita, Manduria, 1988). In esso Papi analizza e commenta, «con dovizia di strumenti critici e con originalità di prospettiva» , il corpus di liriche de L'Allegria.
Nel 1990 esce la seconda silloge poetica Brume d'occhi (Lalli Editore, Poggibonsi, 1990), con una presentazione di Emerico Giachery, che si caratterizza per le suggestive atmosfere mediterranee, con momenti di poesia visiva e inserti volutamente prosastici.
Con questi primi lavori si aggiudica numerosi riconoscimenti pubblici, tra i quali il I Premio Nazionale di Poesia "Levante" – Bari (1987); il I Premio Letterario Internazionale "Amicizia", del Centro Studi Restivo – Palermo (1990); il I Premio Nazionale di Poesia "S. Lorenzo da Brindisi" - Brindisi (1991). Viene inoltre inserito in alcune antologie nazionali di poesia .
La Lettera del sole alla luna un'estate. Storia d'amore in tre movimenti (Edizioni La Vallisa, Bari, 1997) è una raccolta di poesie in forma di breve poema, dove le voci dei due protagonisti dai nomi parlanti, Felice e Sotera, si intrecciano in una sorta di canto a due. L'organizzazione delle liriche intorno ad una trama, l'adozione del duplice punto di vista, il motivo della lettera, le insistite allusioni musicali (come è evidente già dal sottotitolo), con gli intermezzi corali, prefigurano, in nuce, gli sviluppi letterari successivi di Papi e l'approdo alla narrativa.
Nasce così il romanzo Il segreto della dama dei girasoli, Edizioni Pendragon, (Bologna, 2009), una tragica storia d'amore, ambientata nella Francia meridionale del Re Sole, in cui epistole e versi, come pure suggestioni musicali, sono parti integranti della narrazione vera e propria. Per la pluralità dei linguaggi impiegati, il romanzo «sperimenta con esiti interessanti le possibilità combinatorie di prosa, poesia, musica ed immagini» .
L'esordio narrativo di Papi rompe un silenzio di oltre un decennio, nel quale, al contrario, è molto prolifica la sua produzione in campo medico, dove Papi si segnala per i numerosi studi nel campo della diagnosi e della terapia delle patologie tiroidee.
È membro dell’Associazione Medici Scrittori Italiani.

## L'attività di ricerca scientifica
Papi, che ha finora pubblicato 90 lavori scientifici , tra i quali due capitoli di libri di testo universitari sulle patologie tumorali maligne della tiroide , viene citato da BioMed Experts  come uno dei più importanti esperti mondiali di Tumore Solitario Fibroso della tiroide  e Tiroidite di Riedel .